# Vigasio
Vigasio är en ort och kommun i provinsen Verona i regionen Veneto i Italien. Kommunen hade 10 247 invånare (2018).